# Indice di Sortino
L'indice di Sortino (Sortino ratio) è un indice di rischio finanziario, sviluppato dall'economista Frank A. Sortino, che non utilizza il classico Beta come indice del rischio, ma pone l'attenzione (come fa William F. Sharpe) sulla distribuzione dei rendimenti.
Come misura del rischio infatti Sortino utilizza il Downside Risk o DSR. Secondo Sortino, gli investitori non sono spaventati dalle oscillazioni in sé dei propri investimenti, in quanto l'investitore non avvertirebbe un significativo aumento del rischio al semplice aumentare o diminuire dei prezzi dei titoli in possesso. L'investitore, secondo Sortino, si sentirà invece sotto pressione solo a fronte di risultati inadeguati rispetto a quello che ritiene il "minimo accettabile". 
Ad esempio: se un investitore considera come rendimento minimo accettabile il 3%, un rendimento maggiore di zero ma inferiore al 3% rappresenterebbe comunque un evento sfavorevole. Il Downside Risk esprime quindi la possibilità che il rendimento si posizioni al di sotto delle aspettative minime accettabili. 
La formula generica è conosciuta come:
{\displaystyle Sortino={\frac {r_{p}-S}{DSR}}\,\!}
Con {\displaystyle S} indichiamo il tasso soglia scelto dall'investitore.
Nota: il tasso soglia utilizzato coincide spesso con il tasso risk free o con zero.
Con {\displaystyle r_{p}} indichiamo il "rendimento obiettivo" dell'investimento.
Con {\displaystyle DSR} il Downside Risk.

Downside risk
Il downside risk è una misura di rischio simile alla deviazione standard, il DSR si concentra sulla parte negativa della volatilità dell'investimento. Rispetto alla deviazione standard, il valore di riferimento non è la Media dei Rendimenti, bensì il rendimento minimo accettabile rappresentato dai titoli risk-free (esempio Bot). Il Downside Risk misura gli scostamenti verso il basso del rendimento del titolo considerato dal rendimento minimo accettabile, esprimendo quindi quella parte di volatilità non gradita dall'investitore. 
{\displaystyle DSR=\left(\int _{-\infty }^{T}(T-x)^{2}\,f(x)\,dx\right)^{1/2},}
Dalla formula possiamo vedere che il DSR sarà tanto maggiore, quanto maggiore sarà lo scostamento verso il basso dei rendimenti dei titoli rispetto al rendimento atteso dell'investitore. Nel caso invece che lo scostamento sia positivo il valore che assumerà la formula sarà 0. 
Confronto con l'indice di Sharpe
Risultati differenti tra l'indice di Sharpe e l'indice di Sortino sono dovuti al differente concetto di rischio utilizzato dai due indicatori. L'indice di Sharpe di solito viene utilizzato per classificare differenti strumenti finanziari (es. fondi), l'indice di Sortino consente di discriminare due strumenti finanziari che hanno un vicino indice di Sharpe.
Interpretazione dell'indice
Un elevato indice di Sortino indica che la variabilità dei rendimenti non si concentra prevalentemente al di sotto del minimo ritenuto accettabile dall'investitore, viceversa un basso indice di Sortino indica che la variabilità si concentra sotto il minimo accettabile.